# Phasia lineata
Phasia lineata är en tvåvingeart som beskrevs av Robineau-desvoidy 1863. Phasia lineata ingår i släktet Phasia och familjen parasitflugor.
Artens utbredningsområde är Frankrike. Inga underarter finns listade i Catalogue of Life.